# Parafia Najświętszej Maryi Panny Matki Kościoła w Radomsku
Parafia Najświętszej Maryi Panny Matki Kościoła w Radomsku – parafia rzymskokatolicka w Radomsku. Należy do dekanatu Radomsko – św. Lamberta archidiecezji częstochowskiej. Została utworzona w 1981 roku. Kościół parafialny został zbudowany w latach 1982–1991, konsekrowany w 2000 roku.